# Ланина, Зинаида Георгиевна
Зинаида Георгиевна Ланина (1926 — 15 июля 2016, Нальчик, Кабардино-Балкария, Россия) — советский, российский врач-кардиоревматолог. Народный врач СССР (1981).

## Биография
Родилась в 1926 году.
В 1949 году окончила Ставропольский медицинский институт.
Вся профессиональная жизнь врача была связана с одним медицинским учреждением — детской поликлиникой № 1 Нальчика: 1949—1955 — участковый педиатр, с 1955 — детский кардиоревматолог.
Умерла 15 июля 2016 года в Нальчике.

## Награды и звания
- Заслуженный врач Кабардино-Балкарской АССР (1966)
- Народный врач СССР (1981)
- Значок «Отличнику здравоохранения» (СССР)